# Máy bay ném bom bổ nhào

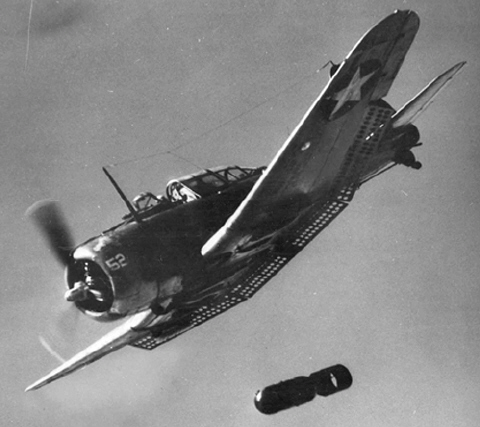
Một chiếc máy bay Douglas SBD Dauntless đang thả bom hàng không. Phanh bổ nhào khí động được mở ra và có thể thấy nó nằm phía sau cánh chính.

Một máy bay ném bom bổ nhào là một máy bay ném bom có khả năng bổ nhào theo hướng về mục tiêu nhằm tăng độ chính xác của pha ném bom. Việc bổ nhào về phía mục tiêu giúp đơn giản hóa quỹ đạo rơi của bom và giúp phi công quan sát được quá trình rơi của quả bom. Kỹ thuật ném bom bổ nhào phù hợp để tấn công các mục tiêu điểm hoặc các tàu chiến, mà rất khó để có thể thực hiện ném bom thành công nếu như dùng phương pháp ném bom bay bằng thông thường, dù cho ném bom với một lượng lớn.
Ném bom dạng tàu lượn (Glide bombing) là một kỹ thuật tương tự, sử dụng một góc bổ nhào thấp hơn, nên phi công không cần phải thực hiện cú kéo gấp để lấy lại độ cao cho máy bay sau khi thả bom. Các máy bay có kích thước lớn hơn và máy bay tiêm kích bom đều có thể ném bom kiểu bổ nhào, nhưng không thể đạt độ chính xác cao như máy bay ném bom bổ nhào chuyên dụng.

## Định nghĩa
Một máy bay ném bom bổ nhào thông thường sẽ thực hiện cú bổ nhào ở một góc từ 45 đến 60 độ hoặc thậm chí lên đến gần 80 độ theo phương thẳng đứng với Junkers Ju 87, và phi công phải thực hiện kéo cao máy bay ngay sau khi tiến hành cắt bom. Điều ngày khiến máy bay và phi công chịu một quá tải lớn. Kỹ thuật ném bom bổ nhào đòi hỏi máy bay phải có kết cấu vững chắc, có khả năng hãm tốc độ bổ nhào của máy bay. Điều này làm cho thiết kế máy bay bổ nhào thường là máy bay hạng nhẹ với khả năng mang bom vào khoảng 1.000 lb (450 kg) dù cho có một số loại máy bay ném bom bổ nhào có tải trọng bom lớn hơn. Máy bay bổ nhào nổi tiếng nhất là chiếc Junkers Ju 87 Stuka, được Không quân Đức Quốc xã sử dụng rộng rãi trong chiến tranh thế giới II cùng với chiếc Aichi D3A "Val", mà đã từng đánh chìm nhiều tàu chiến của phe Đồng minh nhất trong số các máy bay của phe Trục. Máy bay ném bom nổi tiếng nhất của không quân Đồng minh là Douglas SBD Dauntless, nó đã đánh chìm nhiều tàu chiến của Nhật nhất trong số các máy bay ném bom bổ nhào của Đồng minh. Chiếc SBD Dauntless là nhân tố quan trọng giúp không quân Đồng minh chiến thắng trong Trận Midway, Trận chiến biển San Hô, và tham chiến trong tất cả các trận hải chiến của Hải quân Mỹ, cất cánh từ tàu sân bay.

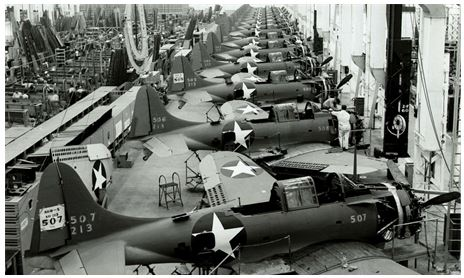
Dây chuyền lắp ráp (công đoạn cuối) máy bay ném bom bổ nhào SBD Dauntless vào năm 1943 tại nhà máy của Douglas Aircraft Company, El Segundo, California. Phanh khí động nằm phía sau cánh chính.

Một kỹ thuật tương tự là ném bom kiểu tàu lượn (glide-bombing), thường được áp dụng trên các loại máy bay tải trọng lớn hơn. Các máy bay này không thể kéo cao sau khi ném bom ở một góc bổ nhào lớn. Các máy bay loại này sử dụng nhiều hơn các kỹ thuật ngắm và ném bom phức tạp. Phi hành đoàn sẽ có một thành viên có chuyên môn sử dụng máy ngắm/ném bom. Các phi hành đoàn của máy bay ném bom bổ nhào nhiều động cơ, chẳng hạn như các biến thể của Junkers Ju 88 và Petlyakov Pe-2, thường xuyên sử dụng kỹ thuật ném bom này. Máy bay nặng nhất có khả năng ném bom bổ nhào được đưa vào thiết kế và phát triển là máy bay ném bom 4 động cơ Heinkel He 177, cũng sử dụng phương pháp ném bom kiểu tàu lượn. Việc thiết kế với khả năng ném bom kiểu bổ nhào/hoặc kiểu tàu lượn đã khiến việc phát triển Heinkel He 177 bị trì hoãn và làm giảm khả năng tổng thể của nó.
Ném bom bổ nhào được áp dụng rộng rãi nhất trước và trong Thế chiến thứ hai; việc sử dụng kỹ thuật ném bom này đã giảm dần trong chiến tranh, do nguy cơ máy bay ném bom dễ bị tổn thương trước máy bay địch xuất hiện ngày một nhiều. Trong thời kỳ hậu chiến, vai trò của máy bay ném bom bổ nhào đã được thay thế bằng sự kết hợp của các loại máy bay ném bom tự động và cải tiến, với vũ khí trang bị có đương lượng nổ lớn hơn, thậm chí cả đầu đạn hạt nhân giúp chúng tăng đáng kể khả năng tiêu diệt mục tiêu mà không cần độ chính xác ném bom quá cao, và cuối cùng là sự ra đời của vũ khí dẫn đường chính xác vào những năm 1960. Phần lớn các máy bay ném bom chiến thuật ngày nay vẫn được thiết kế để cho phép máy bay bổ nhào với góc nhỏ để tăng khả năng quan sát mục tiêu của phi công, nhưng máy bay ném bom bổ nhào đã không còn được sử dụng kể từ khi kỷ nguyên máy bay phản lực bắt đầu.

## Độ chính xác ném bom

### Ném bom tầm cao
Khi máy bay thả bom, quả bom sẽ mang moment của máy bay. Trong trường hợp ném bom theo phương ngang, quả bom ban đầu sẽ chỉ có vận tốc theo phương ngang hướng về phía trước. Chuyển động của quả bom khi đó sẽ bị cản lại do lực cản của không khí, do đó, vận tốc ngang của quả bom sẽ dần giảm theo thời gian. Ngoài ra, trọng lực sẽ làm gia tốc quả bom ngay sau khi nó được thả. Với sự kết hợp của hai lực là lực cản và trọng lực, quả bom sẽ rơi theo quỹ đạo gần giống với quỹ đạo parabol.
Khoảng cách theo phương ngang từ máy bay ở thời điểm thả bom đến vị trí bom tiếp đất gọi là tầm ném bom. Nếu như xác định được khoảng cách ném bom này trong một điều kiện cụ thể nào đó, thì với công thức lượng giác đơn giản sẽ tính được góc giữa máy bay và mục tiêu ném bom. Bằng việc điều chỉnh máy ngắm theo "góc cự ly" này, máy bay sẽ có thể chọn thời điểm thả bom, là lúc mà mục tiêu nằm trong tầm ngắm. Đây là cách ném bom chỉ sử dụng cho nhiệm vụ ném bom trên diện rộng, do điểm rơi của quả bom và quỹ đạo rơi của nó chỉ được ước tính gần đúng. Các đội hình máy bay ném bom lớn thường sử dụng cách ném bom này để tiêu diệt các mục tiêu mặt đất cụ thể, tuy nhiên kết quả thường không đảm bảo mục tiêu sẽ bị tiêu diệt, trong khi một vùng xung quanh cũng bị hủy diệt. Ưu điểm chính của phương pháp này là người ta có thể dễ dàng chế tạo các máy bay ném bom tầm cao, và chúng khi ném bom ở độ cao lớn sẽ phần nào đó tránh được hỏa lực từ pháo phòng không.
Ném bom từ độ cao lớn theo phương ngang không được sử dụng cho nhiệm vụ ném bom chiến thuật, nhất là trong nhiệm vụ yểm trợ hỏa lực đường không cho lực lượng mặt đất. Nếu cố sử dụng phương pháp ném bom theo phương ngang vào nhiệm vụ yểm trợ lực lượng mặt đất thì thông thường sẽ kết thúc trong thảm họa, khi bom rơi trúng cả quân địch lẫn quân nhà. Phương pháp này cũng không được sử dụng để tấn công tàu chiến do tàu chiến là mục tiêu điểm, kích thước nhỏ, hơn nữa lại di chuyển liên tục càng làm giảm tính chính xác của việc thả bom. Các vụ tấn công tàu chiến thành công bằng máy bay ném bom tầm cao đặc biệt hiếm. Ví dụ các máy bay ném bom B-17 của Mỹ cố gắng thả bom vào các tàu sâu bay của Nhật trong Trận Midway, nhưng không có quả bom nào trúng mục tiêu. Thiết giáp hạm Tirpitz là mục tiêu của vô số các trận ném bom của không quân Đồng minh, phần lớn là lúc nó còn nằm trên ụ tàu và không di chuyển, nhưng phải đến khi Không quân Hoàng gia Anh phải sử dụng bom Tallboy có đương lượng nổ lên tới 12.000 lb (5.400 kg), đảm bảo sẽ đánh chìm được mục tiêu dù cho thả bom trượt ở cự ly gần, mới đánh chìm được nó.

#### Mặt trận châu Âu

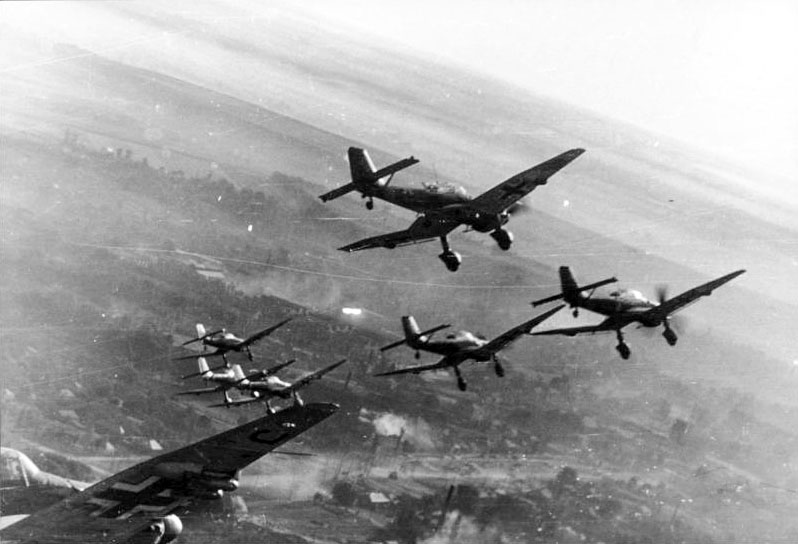
Ju 87D Stukas tại Mặt trận phía Đông, tháng 12 năm 1943

#### Mặt trận Thái Bình Dương

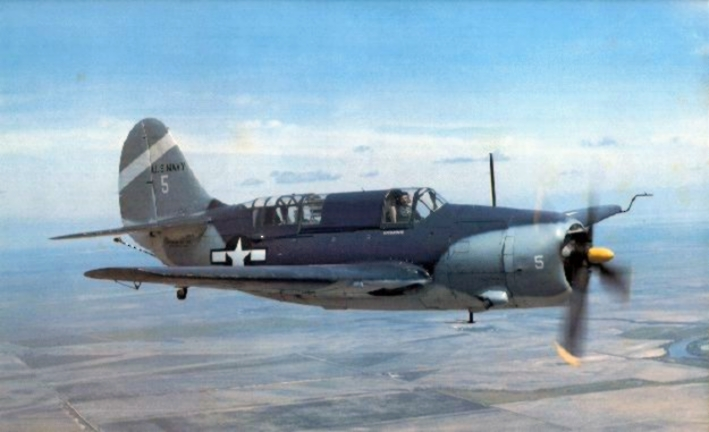
United States Navy Curtiss SB2C Helldiver dive bomber

## Loại biên

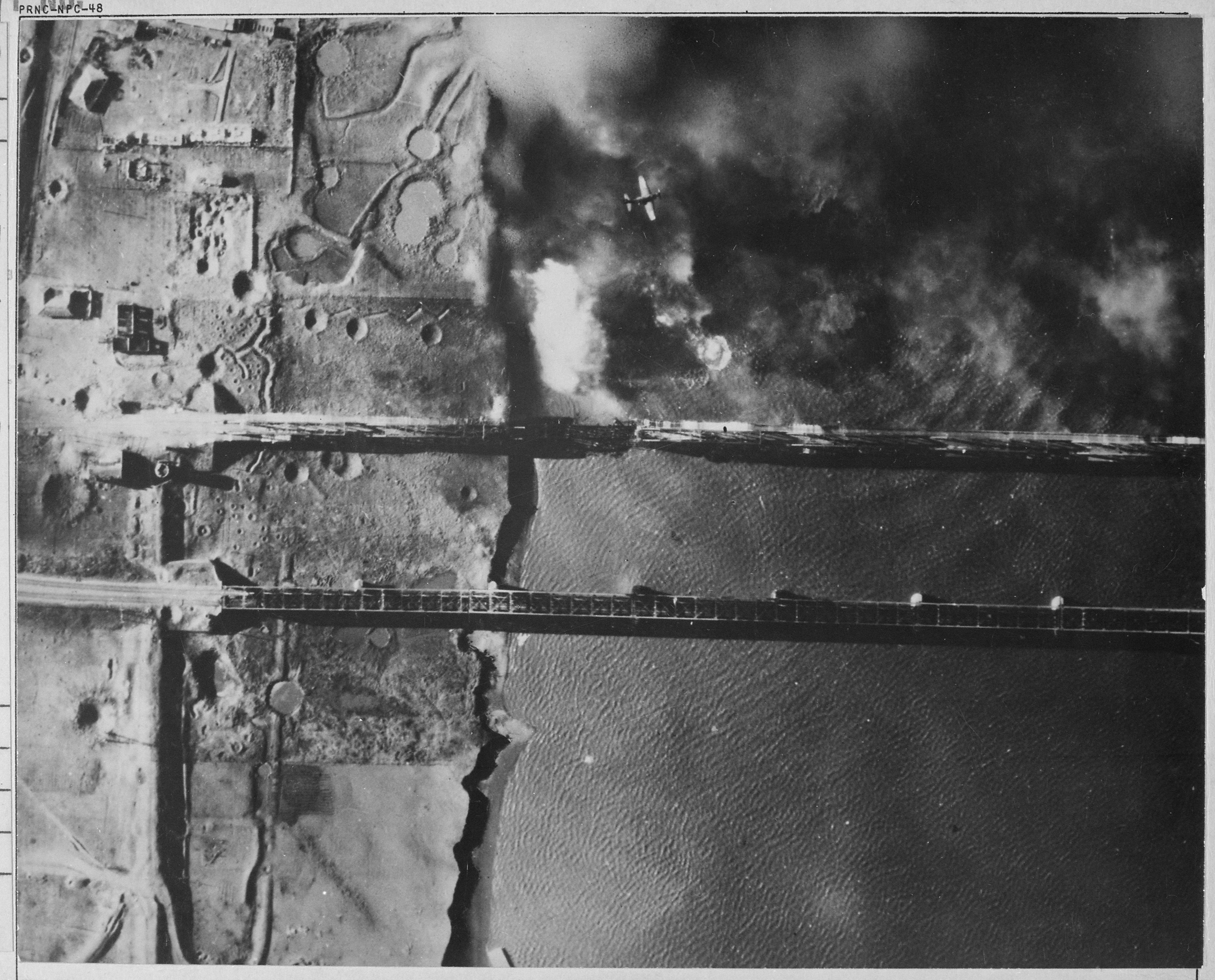
Một chiếc AD-3 đang kéo cao sau khi thả 2000 pound bom gần một cây cầu bắc qua sông Áp Lục, Sinuiju, ngày 15/11/1950.

### Ném bom bổ nhào
Kỹ thuật ném bom bổ nhào sẽ làm giảm tối đa thành phần vận tốc theo phương ngang của quả bom. Khi bom được thả, chủ yếu quả bom chịu tác động của trọng lực, và quả bom rơi theo quỹ đạo gần như là thẳng đứng. Do đó máy bay không cần trang bị các máy ngắm phức tạp. Máy bay ném bom đơn thuần chỉ bay hướng về mục tiêu và thả bom. Một yếu tố chính ảnh hưởng đến độ chính xác là lực gió cạnh tác động đến quỹ đạo rơi của quả bom sau khi thả từ máy bay. Nếu quả bom được thiết kế thuôn dài và có khối lượng lớn thì ảnh hưởng từ gió sẽ được giảm thiểu đến mức tối đa, và độ chính xác của việc ném bom sẽ lớn hơn rất nhiều.
Việc ngắm và thả bom trở nên dễ dàng hơn rất nhiều, chỉ cần đưa máy bay hướng thẳng vào mục tiêu, nhờ đó mà việc quan sát mục tiêu qua mũi máy bay dễ dàng hơn nhiều. Các quả bom khác nhau sẽ thường có quỹ đạo rơi khác nhau, điều này có thể được khắc phục bằng cách ném bom từ một độ cao tiêu chuẩn và sau đó bổ nhào theo các góc khác nhau tùy theo từng loại bom. Khi bo nhào, máy bay ném bom cũng đảm bảo sẽ liên tục ngắm vào mục tiêu và quan sát kết quả của cuộc đánh bom.
Vào những năm 1930 và đầu những năm 1940, ném bom bổ nhào là phương pháp ném bom tốt nhất để tiến hành ném bom các mục tiêu như cầu hay tàu chiến, với độ chính xác cao. Lực tác động lên thân máy bay tại điểm thấp nhất trong quỹ đạo bổ nhào là đáng kể, do đó, thân máy bay phải được gia cố và thiết kế khác đôi chút với máy bay thông thường. Máy bay thường được thiết kế để duy trì độ ổn định, nên khi máy bay bổ nhào, sự thay đổi về lực tác động lên máy bay có xu hướng làm đầu mũi máy bay ngẩng lên, vượt quá mục tiêu, phi công do đó phải tác động một lực vào cần lái để chúc mũi máy bay xuống, làm giảm độ chính xác trong khi ném bom. Do đó, ngài được gia cố khung thân, máy bay ném bom bổ nhào còn được bổ sung thêm một cánh tà đặc biệt (cánh tà Fairey-Youngman) hoặc thay đổi cánh đuôi đứng để máy bay có khả năng quay về trạng thái ổn định sau khi kết thúc ném bom.
Chiếc Vultee Vengeance, được sử dụng rộng rãi trong biên chế của Không quân Hoàng gia Anh tại Myanmar được thiết kế để chịu ít lực nâng khi máy bay ném bom bổ nhào, tuy nhiên khi bay bình thường, mũi máy bay có xu hướng ngẩng lên, làm tăng lực cản khí động. Việc thiết kế lại cũng không thành công, khi khiến cho chiếc máy bay gặp khó khăn khi kéo cao sau khi cắt bom.
Máy bay ném bom bổ nhào rất dễ bị tác động bởi hỏa lực mặt đất tầm thấp vì nó thường bay theo đường thẳng về phía mục tiêu. Khi bay ở độ cao lớn hơn, nguy cơ bị bắn hạ bởi pháo phòng không thấp hơn, do đạn pháo phòng không cỡ lớn được lắp ngòi nổ kích hoạt ở độ cao cố định nào đó, khiến nó không thể ngăn chặn các máy bay ném bom bổ nhào. Ngoài ra, hầu hết các xạ thủ và hệ thống pháo cao xạ được thiết kế và huấn luyện để tính toán chuyển động theo phương ngang của máy bay địch; nhưng trong khi ném bom bổ nhào, máy bay ném bom sẽ gần như không di chuyển theo phương nằm ngang. Do đó, hầu như các máy bay ném bom bổ nhào không chịu hỏa lực trực tiếp từ phía trước.
Cánh tà hãm thường được sử dụng để tạo lực cản trong thiết kế máy bay, đối với máy bay ném bom bổ nhào, nó có tác dụng làm giảm tốc độ của máy bay khi bổ nhào, và tăng tính chính xác của việc ném bom. Phanh khí động trên các máy bay hiện nay cũng có tác dụng làm giảm tốc độ tương tự.

### Giữa hai cuộc chiến tranh thế giới

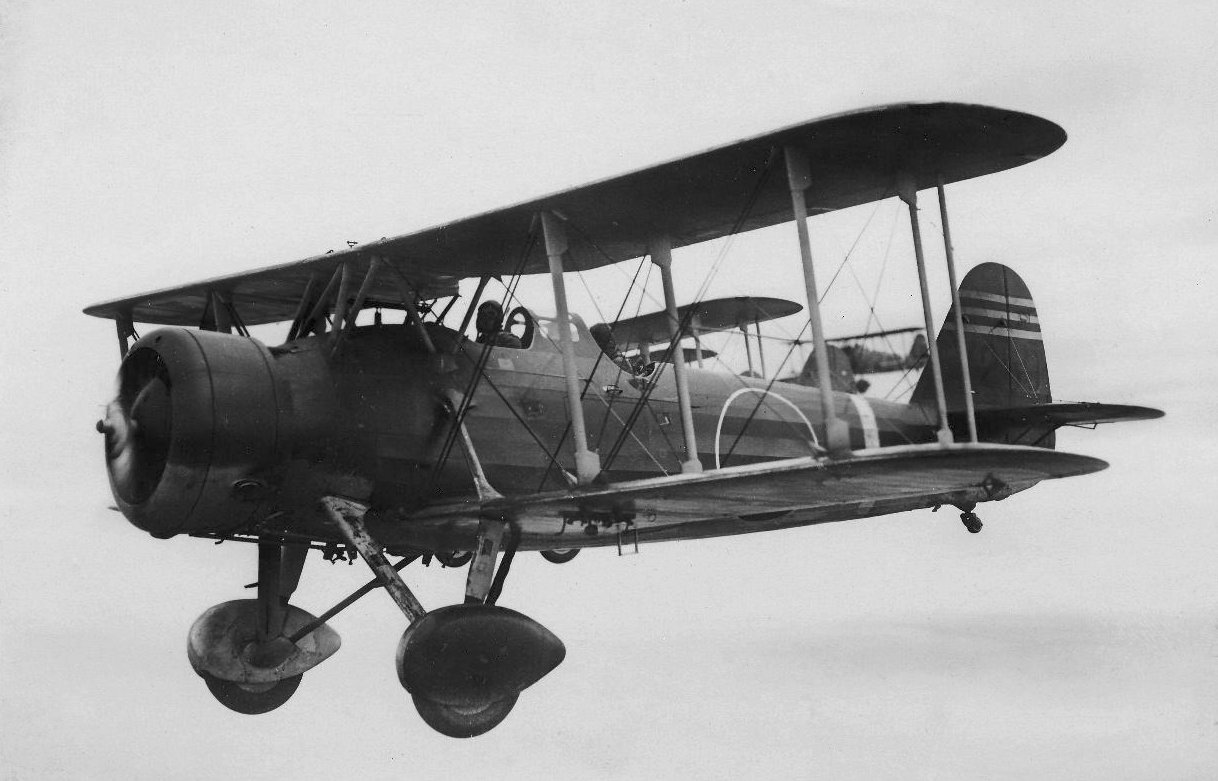
Máy bay ném bom bổ nhào cất cánh từ tàu sân bay, chiếc Aichi D1A

## Lịch sử